# Oceanapia oleracea
Oceanapia oleracea är en svampdjursart som först beskrevs av Schmidt 1870.  Oceanapia oleracea ingår i släktet Oceanapia och familjen Phloeodictyidae.
Artens utbredningsområde är Karibiska havet. Inga underarter finns listade i Catalogue of Life.